# Marinos de Anzoátegui BBC
El Marinos de Anzoátegui BBC és un club veneçolà de basquetbol de la ciutat de Puerto la Cruz.
Evolució del nom:
- Caribes de Anzoátegui (1976-1980)
- Carteros de Anzoátegui (1981-1982)
- Caribes de Anzoátegui (1983-1986)
- Marinos de Oriente (1987-2004)
- Marinos de Anzoátegui (2004-avui)

## Palmarès
- Lliga veneçolana de bàsquet: 
  - 1991, 1993, 1998, 2003, 2004, 2005, 2009, 2011, 2012, 2014, 2015